# Phaecasiophora curvicosta
Phaecasiophora curvicosta es una especie de polilla perteneciente al género Phaecasiophora, categorizada en la tribu Olethreutini, de la subfamilia Olethreutinae.

## Distribución
Se distribuye por Asia: en China, en la región de Guangxi.

## Taxonomía
Fue descrita por Yu y Li en 2006. La especie se encuentra registrada y publicada en Ent. Fenn. 17: 40.